# グラント・ウォード (サッカー選手)
グラント・アンソニー・ウォード（Grant Anthony Ward, 1994年12月5日 - ）は、イングランド・ロンドン・ルイシャム・ロンドン特別区・ルイシャム出身のサッカー選手。EFLリーグ1・ブリストル・ローヴァーズFC所属。ポジションはミッドフィールダー。
性は「ワード」という表記もみられる。

## 経歴

### トッテナム
トッテナム・ホットスパーFCのユースチーム出身。2014年にMLSのシカゴ・ファイアーへ、2015年にはリーグ1のコヴェントリー・シティFCへそれぞれレンタル移籍し経験を積むと、2015-16シーズンはフットボールリーグ・チャンピオンシップのロザラム・ユナイテッドFCへとレンタル移籍した。
ロザラムではリーグ46試合中40試合に出場しレギュラーとして活躍。チームのリーグ終盤の34節から44節までの11試合連続無敗の巻き返しにも貢献し、残留を果たした。このシーズンのロザラムの最優秀若手選手にも選ばれた。
翌シーズンのトッテナムのトップチームデビューの期待もかかったが、2016年8月1日にイプスウィッチ・タウンFCに完全移籍した。

### イプスウィッチ
2016年8月6日に行われたフットボールリーグ・チャンピオンシップ2016-2017の開幕戦バーンズリーFC戦で後半開始から出場し、デビューすると、僅か39秒後に先制ゴールを挙げる。その後も61分に勝ち越しゴール、84分に駄目押しゴールを決めてチームは4-2で勝利、自身は開幕デビュー戦ハットトリックを達成した。
2018年12月26日、クイーンズ・パーク・レンジャーズFC戦で十字靭帯を損傷。シーズン終了後に契約満了となったが、回復するまではイプスウィッチで治療を受けることになった。

### ブラックプール
2019年12月28日、ブラックプールFCに1年半契約で加入した。

### ブリストル
2023年1月27日、ブリストル・ローヴァーズFCに移籍した。